# St Francis FC (Seychelles)
St Francis FC (Seychelles) là một câu lạc bộ bóng đá có trụ sở tại Seychelles, đội đang chơi ở Seychelles League.
Đội bóng có trụ sở tại Baie Lazare ở đảo Mahe.

## Sân vận động
Hiện tại, đội chơi ở Stade Linité 10,000 chỗ ngồi.